# 魯米薩帕區
6°27′02″S 76°28′21″W / 6.4506°S 76.4724°W
魯米薩帕區（西班牙語：Distrito de Rumisapa），是秘魯的一個區，位於該國中北部聖馬丁大區的拉馬斯省，始建於1936年5月8日，面積39.2平方公里，海拔高度400米，2005年人口2,364，人口密度每平方公里60人。